# Pedro Elias Zadunaisky
Pedro Elias Zadunaisky (* 10. Dezember 1917 in Rosario, Argentinien; † 7. Oktober 2009) war ein argentinischer Astronom und Mathematiker.
Zadunaisky besuchte die Universität in Rosario, Santa Fe (Universidad Nacional de Rosario). Nach einem Diplom als Bauingenieur studierte er dort Mathematik und promovierte bei Beppo Levi mit einer Arbeit über die Bahnen der Jupitermonde. Er erhielt drei Guggenheim fellowships, an der Columbia University (1957), der Princeton University (1958) und an der University of Texas in Austin (1977). 1966 verließ er Argentinien aufgrund der damaligen politischen Situation. Er kehrte bald wieder zurück und lehrte an der Universidad de Buenos Aires und der Universidad Nacional de La Plata, zusätzlich leitete er Untersuchungen an Argentiniens National Commission on Space Activity. In den 1960er Jahren war Zadunaisky Senior Astronomer am Smithsonian Astrophysical Observatory und am Goddard Space Flight Center der NASA in Greenbelt, Maryland, sowie Gastprofessor an der Georgetown University in Washington (D.C.).
Zadunaisky beschäftigte sich mit Himmelsmechanik. Zu seinen beruflichen Erfolgen gehörte u. a. die Bestimmung der Bahn des Saturnmondes Phoebe und des Halleyschen Kometen sowie der ersten Satelliten der USA, Explorer 1, Vanguard II und Echo 1.
Angeregt von einem numerischen Verfahren von Zadunaisky entwickelte Hans Jörg Stetter seine Defect Correction Method in der Numerik gewöhnlicher Differentialgleichungen.
Im Jahre 2000 wurde der Asteroid (4617) Zadunaisky nach ihm benannt.